# Crystal Eastman
Crystal Eastman (1881-1928) fue una activista social, jurista y feminista estadounidense.
Durante la Primera Guerra Mundial fue una opositora a la intervención de los Estados Unidos en la contienda. Hermana del escritor Max Eastman, en 1918 fundó junto a este la revista The Liberator. Fue autora de obras como Work Accidents and the Law (1910), entre otras. En 1911 se casó con Wallace Benedict, del que se divorció en 1916 para contraer matrimonio ese mismo año con Walter Fuller, con quien tuvo dos hijos. Falleció a causa de una nefritis.